# Stara Plošćica
Stara Plošćica is een plaats in de gemeente Ivanska in de Kroatische provincie Bjelovar-Bilogora. De plaats telt 326 inwoners (2001).